# مؤسسه تحقیقاتی آسیا
مؤسسه تحقیقاتی آسیا (IAR) در دانشگاه بریتیش کلمبیا یک نهاد تحقیقاتی است که در سال ۱۹۷۸ تأسیس شده و بهترین مرکز تحقیقات کانادا در مطالعات میان رشته‌ای بوده‌است.
در گستره عریض جغرافیایی شامل چین، هند، جنوب آسیا، ژاپن، کره و جنوب شرق آسیا پژوهش و تدریس مسائل و موضوعات سیاسی را با مطالعات منطقه و زبان هر کشور اداره می‌کند. این مؤسسه نقش محوری در برتری دانشگاه بریتیش کلمبیا (یو بی سی) در زمینه تحقیق، تعلیم و روابط اجتماعی در امور مربوط به آسیا ایفا کرده‌است. مؤسسه دستور کار غنی و پرباری برای تحقیق در بسیاری از جنبه‌های تجارب انسانی در آسیا را دنبال می‌کند.
دوره‌های ارشد مؤسسه در زمینه مطالعات سیاسی آسیا پاسیفیک به دانشجویان فارغ‌التحصیل برنامه آموزشی پیشرفته‌ای در تجزیه و تحلیل سیاست و پژوهش در مسایل جاری مربوط به مناطق مختلف آسیا و حاشیه اقیانوس آرام ارائه می‌دهد. دئره ارشد به عنوان مدرسه بوتیک سیاسی دانش کاربردی را با تحقیقات دانشگاهی برای آموزش مفسران سیاسی و سیاستگزاران آینده توأم و ترکیب کرده‌است. مؤسسه همچنین واسط برای پروژه‌های بین اساتید و دپارتمان‌های داخلی در مورد آسیا عمل می‌کند. مؤسسه به‌طور قابل توجهی در روابط همکاری یو بی سی با منافع اجتماعی منطقه‌ای آسیا مشارکت دارد.
مؤسسه میزبان پنج مرکز تحقیقاتی می‌باشد: مرکز تحقیقات چینی‌ها، مرکز تحقیقاتی هند و جنوب آسیا، مرکز تحقیقاتی ژاپن، مرکز تحقیقات کره ای‌ها، مر کز تحقیقات جنوب شرقی آسیا. این مراکز فعالیت‌های تحقیقاتی مربوط به کشورها و مناطق خود را در سراسر محوطه دانشگاه جمع و دسته‌بندی می‌کنند. مؤسسه همچنین میزبان برنامه مطالعاتی تبت معاصر و مطالعات داخل آسیا می‌باشد.

## هیئت علمی مؤسسه تحقیقاتی آسیا
اعضای هیئت علمی موسه تحقیقاتی آسیا در برگیرنده تعدادی از معروفترین کارشناسان خبره محلشان و محدوده مورد تخصصشان است.
- تیموتی بروک، جمهوری چین، استادیار مرکز تحقیقات چینی
- جولیان دیرکز، استاد لوئی چا در مرز تحقیق چین
- جولیان دیرکز، استادیار و استاد کیدانرن در مرکز تحقیقات ژاپن
- پائول ام. ایوانز، مدیر مؤسسه تحقیقات آسیا
- ابدین کاسنو، استاد سی ار سی در فرهنگ و شهرسازی آمریکا
- هیونگ لیولین، استاد در مرکز تحقیقات کره
- جسیکا مین، استاد جامعه معاصر و بودائیسم
- ماسوئو ناکومارا، پروفسور مرکز ژاپن
- گیونگ ئه پارک، استاد در مرکز کره
- بیتمن بی. پاتر، مدیر بانک هنک کنگ در تحقیقات آسیایی
- ترینگ شاکیا، استاد دین و جامعه معاصر آسیا
- ایلان ورتینسکی

## برنامه دوره ارشد مطالعات سیاسی آسیا پاسیفیک
در سال ۲۰۰۹ تعدادی از دانشجویان، انجمن سیاسی آسیا پاسیفیک را بنا نهادند تا مباحث دانشجویی در موضوعات سیاسی آسیا پاسیفیک را گسترش و ترویج داده و میزبان سالانه سمپوزیوم فارغ التحصیلان آسیا پاسیفیک باشد.

## نشریه آسیا پاسیفیک
نشریه آسیا پاسیفیک سیمای دانش علمی و محققانه در زمینه آسیای معاصر را به تصویر می‌کشد. نوعی ارتباط مبتکرانه است که به وسیله مؤسسه تحقیقاتی آسیا در یو بی سی اداره می‌شود. دو بار در هفته به صورت مقالات یا مصاحبه‌های ویدئویی توزیع می‌شود. از نوامبر ۲۰۱۱ بیش از ۱۲۰ نشریه منتشر شده‌است. هر نسخه از طریق ایمیل به بیش از ۲۵۰۰ مشترک ارسال شده و سایت www.asiapacificmemo.com ماهانه هزاران بیننده را جذب می‌کند. علاوه بر این در شبکه‌های اجتماعی اینترنتی فعال است.

## ساختمان سی.کی.چوی

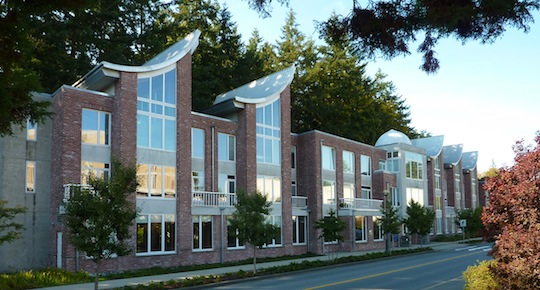
نمای ساختمان سی. کی. چوی، c.2010

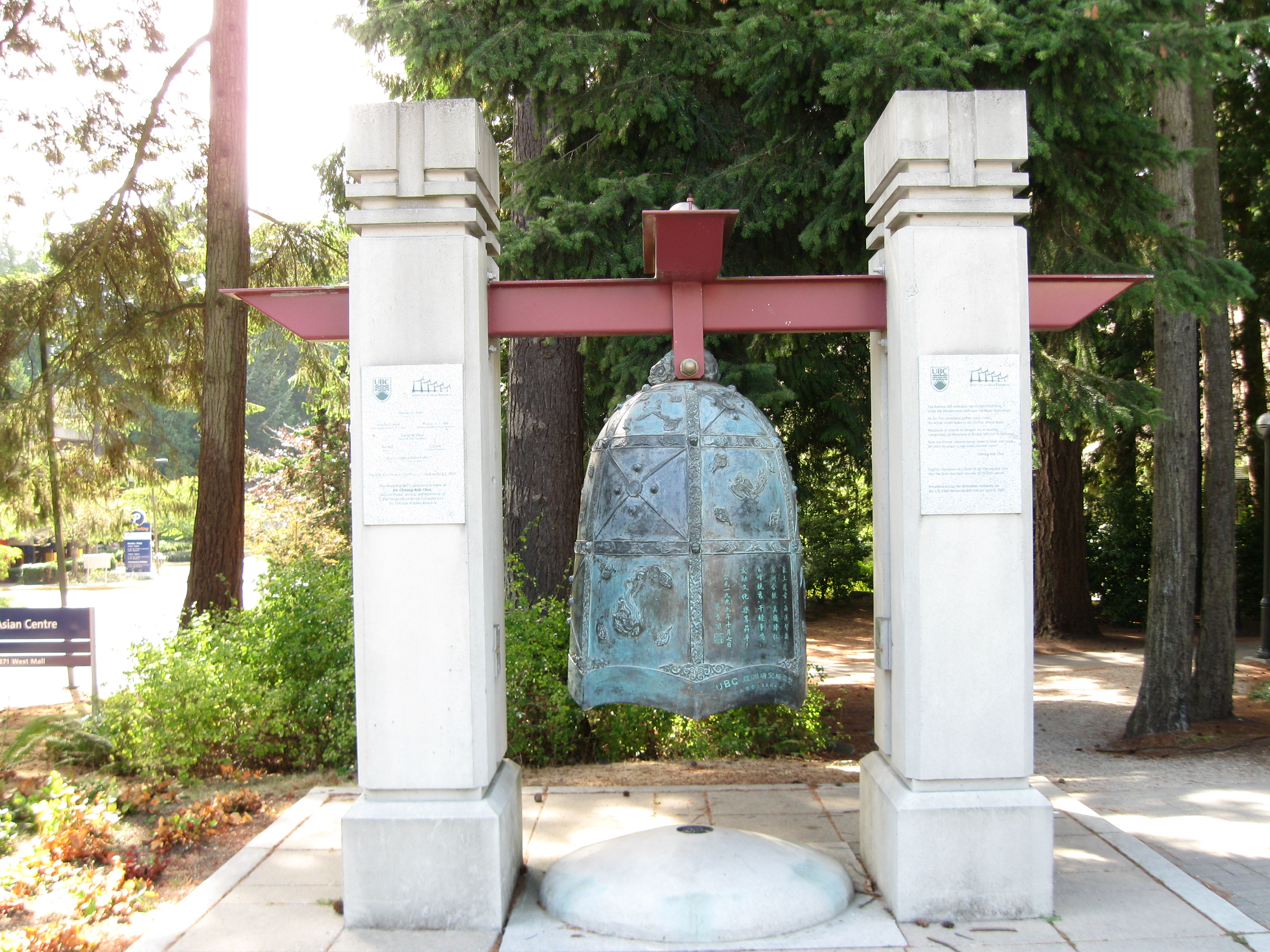
زنگ یادمان ساختمان سی. کی. چوی واقع در پلازای جنوبی ساختمان

مؤسسه در ساختمان هدفمند ساخته شده یس کی چوی در محدوده شمال غربی پردیس یو بی سی وقع شده‌است. توسط ماتسو زاکی رایت معمار بی سی ونکور طراحی شده و در سال ۱۹۹۵ کامل شد و به عنوان پیشگام طراحی پایدار شناخته می‌شود.
این بنا پرچم دار ساختمان‌های محیطی دانشگاه بریتیش کلمبیا است که آزمایشگاه زندگی نامیده می‌شود. این محوطه محلی برای نمایش روش‌های نوآورانه صرفه جویی و حفظ انرژی، آب و مواد می‌باشد. در حالیکه برای ایجاد اثرات مثبت بر روی محیط زیست تلاش می‌کند.
ساختمان به نام دکتر چانگ کوک چوئی است که یک تاجر و خیراندیش در چین، هنگ کنک و کانادا و یکی از عمده‌ترین اهدا کنندگان یو بو سی بود.
پنج مرکز تحقیقای که بر روی چین، ژاپن، کره، جنوب شرق آسیا، هند و جنوب آسیا مطالعه می‌کنند در آن جای دارند.
معماری جسورانه و معمارانه بنا، تجلی فرنگی و گیرائی معماری داخلی و خارجی را با ویژگی‌ها و عملکردهای زیست محیطی ادغام کرده‌است.
پنج سقف منحنی یکسان، ارائه دهنده یک مرکز شناسائی برای هر مرکز تحقیقاتی بدون ارجحیت دادن به یک فرهنگ یا مرکز بر دیگری است و نور وتهویه طبیعی را برای فضاهای داخلی مهیا می‌کند.